# Methanoplanus endosymbiosus
A Methanoplanus endosymbiosus egy Archaea faj. Az archeák – ősbaktériumok – egysejtű, sejtmag nélküli prokarióta szervezetek. Sejtjei szabálytalan korong alakúak és 1.6–3.4 μm átmérőjűek. A szerves anyagban gazdag tengeri üledékben élő Metopus contortus nevű csillós egysejtű endoszimbiontája. Típustörzs: MC1.

## Fordítás
- Ez a szócikk részben vagy egészben  a   Methanoplanus című angol Wikipédia-szócikk fordításán alapul.  Az eredeti cikk szerkesztőit annak laptörténete sorolja fel. Ez a jelzés csupán a megfogalmazás eredetét és a szerzői jogokat jelzi, nem szolgál a cikkben szereplő információk forrásmegjelöléseként.